# Schmittlotheim

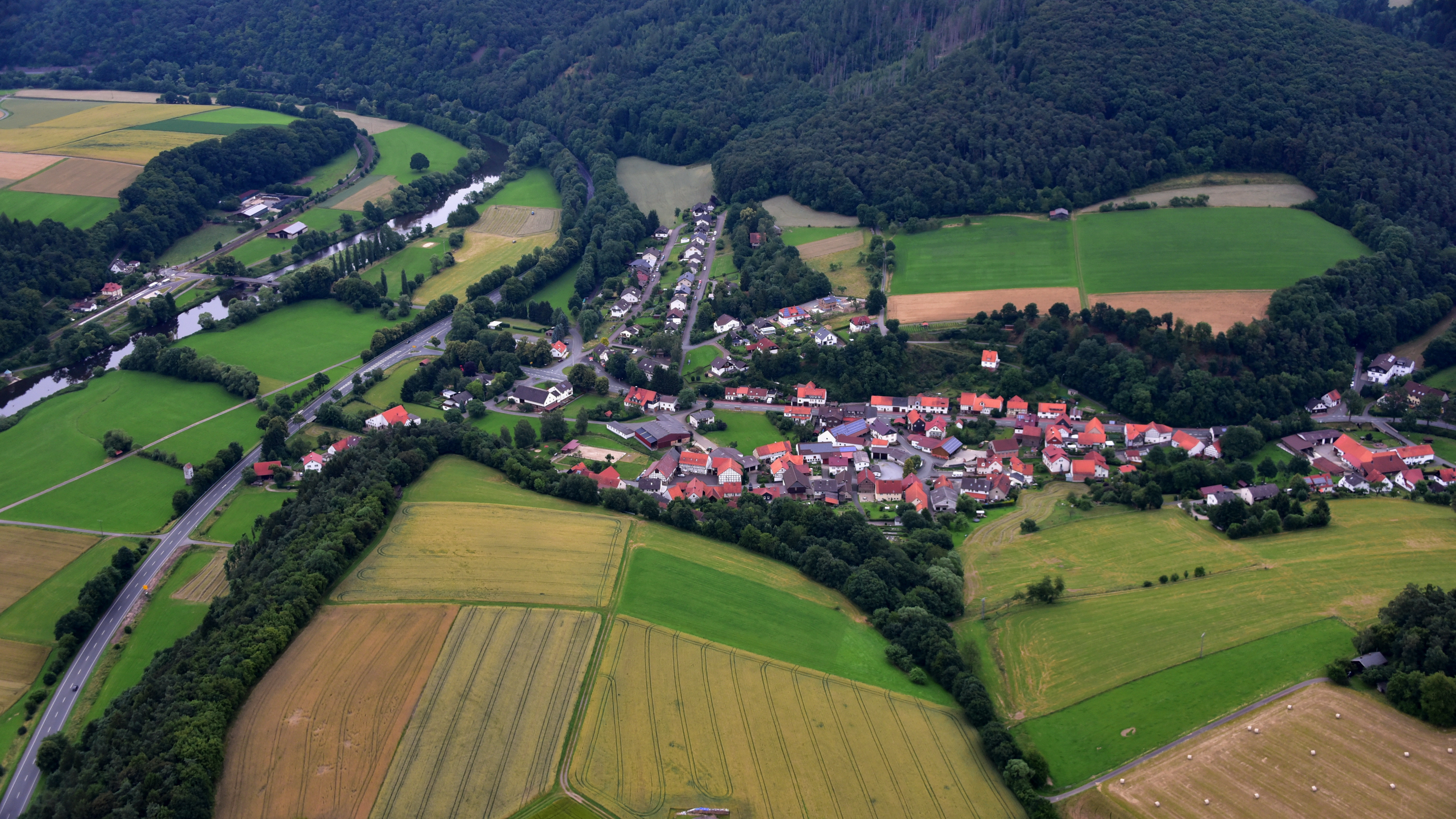
Schmittlotheim, Luftaufnahme (2016)

Schmittlotheim ist ein Ortsteil  der Gemeinde Vöhl im nordhessischen Landkreis Waldeck-Frankenberg.

## Geographische Lage
Schmittlotheim liegt knapp sieben Kilometer (Luftlinie) südsüdwestlich von Vöhl, dem Kernort der Gemeinde, im Tal der Eder zwischen den Vöhler Gemeindeteilen Ederbringhausen im Süd-Südwesten und Kirchlotheim im Norden. Das Dorf liegt an der Bahnstrecke Warburg–Sarnau. Es ist umgeben von sich steil erhebenden Bergen des Ederberglands und von weiten Buchenwäldern des Mittelgebirges Kellerwald, in dessen Nordteil der Nationalpark Kellerwald-Edersee liegt. Dieser wird eingerahmt vom Naturpark Kellerwald-Edersee, in dem sich der Stausee Edersee ausbreitet. Durchflossen wird das Dorf von der Lorfe (Lorfebach), die unterhalb Schmittlotheims in die Eder mündet.

## Geschichte

### Ortsgeschichte
Auf eine fränkisch-chattische Besiedlung des Gebiets zwischen dem 5. bis 8. Jahrhundert lässt die Endung „-heim“ schließen. Die Erwähnung der etwa einen Kilometer nördlich von Schmittlotheim gelegenen Altburgstelle Burg am Backofen aus dem 8. Jahrhundert untermauert dieses.
Die älteste erhaltene Erwähnung des Ortes als „Smedelotheim“ (Lotheim mit der Schmiede) befindet sich im Klosterarchiv des Klosters Haina und stammt aus den Jahren um 1255. Schmittlotheim gehörte zur Herrschaft Itter und lag in der Vogtei Keseberg. Die Herrschaft Itter – und damit Schmittlotheim – gelangten an die Landgrafschaft Hessen-Darmstadt, seit 1806 zum Großherzogtum Hessen. Dort lag es in dessen Provinz Oberhessen. Nach Auflösung der Ämter im Großherzogtum 1821 gehörte es zum Landratsbezirk Vöhl und zum Bezirk des Landgerichts Vöhl. Die Gemeinde gehörte zu den Landesteilen, die das Großherzogtum nach dem verlorenen Krieg von 1866 mit dem Friedensvertrag vom 3. September 1866 an Preußen abtreten musste. Dort wurde es dem Landkreis Frankenberg und dem Amtsgericht Vöhl zugeordnet.
Hessische Gebietsreform (1970–1977)
Zum 31. Dezember 1971 fusionierten im Zuge der Gebietsreform in Hessen die bis dahin selbständigen Gemeinden Schmittlotheim, Buchenberg, Ederbringhausen, Harbshausen, Kirchlotheim, Niederorke und Oberorke freiwillig zur neuen Gemeinde Hessenstein.
Zum 1. Januar 1974 wurde wiederum die Gemeinde Hessenstein kraft Landesgesetz mit Ittertal (bestehend aus den ehemaligen Gemeinden Dorfitter, Herzhausen und Thalitter), Marienhagen, Obernburg und Vöhl zur neuen Großgemeinde Vöhl zusammengeschlossen.
Für alle ehemals eigenständigen Gemeinden von Vöhl wurden Ortsbezirke mit Ortsbeirat und Ortsvorsteher nach der Hessischen Gemeindeordnung gebildet.

### Verwaltungsgeschichte im Überblick
Die folgende Liste zeigt die Staaten und Verwaltungseinheiten, denen Schmittlotheim angehört(e):
- vor 1356: Heiliges Römisches Reich, Herrschaft Itter
- 1356–1590: Heiliges Römisches Reich, Landesherrschaft strittig zwischen Landgrafschaft Hessen (Amt Hessenstein), Kurmainz (Amt Itter) und Grafschaft Waldeck
- ab 1570: Heiliges Römisches Reich, Landgrafschaft Hessen-Marburg, Amt Hessenstein
- 1604–1648: Heiliges Römisches Reich, strittig zwischen Hessen-Kassel und Hessen-Darmstadt (Hessenkrieg)[10]
- ab 1604: Heiliges Römisches Reich, Landgrafschaft Hessen-Kassel, Amt Hessenstein
- ab 1627: Heiliges Römisches Reich, Landgrafschaft Hessen-Darmstadt, Oberfürstentum Hessen, Amt Herrschaft Itter[11][12]
- ab 1806: Großherzogtum Hessen,[Anm. 2] Fürstentum Oberhessen, Amt Herrschaft Itter[13]
- ab 1815: Großherzogtum Hessen, Provinz Oberhessen, Amt Herrschaft Itter[14]
- ab 1821: Großherzogtum Hessen, Provinz Oberhessen, Landratsbezirk Vöhl[Anm. 3]
- ab 1848: Großherzogtum Hessen, Regierungsbezirk Biedenkopf
- ab 1852: Großherzogtum Hessen, Provinz Oberhessen, Kreis Vöhl
- ab 1867: Königreich Preußen,[Anm. 4] Provinz Hessen-Nassau, Regierungsbezirk Kassel, Kreis Frankenberg[12]
- ab 1871: Deutsches Reich, Königreich Preußen, Provinz Hessen-Nassau, Regierungsbezirk Kassel, Kreis Frankenberg
- ab 1918: Deutsches Reich, Freistaat Preußen, Provinz Hessen-Nassau, Regierungsbezirk Kassel, Kreis Frankenberg
- ab 1944: Deutsches Reich, Freistaat Preußen, Provinz Kurhessen, Landkreis Frankenberg
- ab 1945: Deutsches Reich, Amerikanische Besatzungszone,[Anm. 5] Groß-Hessen, Regierungsbezirk Kassel, Landkreis Frankenberg
- ab 1946: Deutsches Reich, Amerikanische Besatzungszone, Hessen, Regierungsbezirk Kassel, Landkreis Frankenberg
- ab 1949: Bundesrepublik Deutschland, Hessen, Regierungsbezirk Kassel, Landkreis Frankenberg
- ab 1972: Bundesrepublik Deutschland, Hessen, Regierungsbezirk Kassel, Landkreis Frankenberg, Gemeinde Hessenstein
- ab 1974: Bundesrepublik Deutschland, Hessen, Regierungsbezirk Kassel, Landkreis Waldeck-Frankenberg, Gemeinde Vöhl

### Bevölkerung
Einwohnerstruktur 2011
Nach den Erhebungen des Zensus 2011 lebten am Stichtag dem 9. Mai 2011 in Schmittlotheim 255 Einwohner. Darunter waren 3 (1,2 %) Ausländer. Nach dem Lebensalter waren 36 Einwohner unter 18 Jahren, 84 waren zwischen 18 und 49, 75 zwischen 50 und 84 und 60 Einwohner waren älter. Die Einwohner lebten in 114 Haushalten. Davon waren 27 Singlehaushalte, 36 Paare ohne Kinder und 39 Paare mit Kindern, sowie 9 Alleinerziehende und 3 Wohngemeinschaften. In 24 Haushalten lebten ausschließlich Senioren und in 66 Haushaltungen leben keine Senioren.
Einwohnerentwicklung
 Quelle: Historisches Ortslexikon
- 1585: 36 Hausgesesse
- 1629: 26 Haushaltungen
- 1742: 31 Haushaltungen
- 1791: 196 Einwohner[16]
- 1800: 236 Einwohner[17]
- 1806: 235 Einwohner, 37 Häuser[13]
- 1829: 244 Einwohner, 43 Häuser[18]

| Schmittlotheim: Einwohnerzahlen von 1791 bis 2021 | Schmittlotheim: Einwohnerzahlen von 1791 bis 2021 | Schmittlotheim: Einwohnerzahlen von 1791 bis 2021 | Schmittlotheim: Einwohnerzahlen von 1791 bis 2021 | Schmittlotheim: Einwohnerzahlen von 1791 bis 2021 |
| --- | ------------------------------------------------- | ------------------------------------------------- | ------------------------------------------------- | ------------------------------------------------- |
| Jahr |                                                   |                                                   |                                                   | Einwohner                                         |
| 1791 | 1791                                              |                                                   | 196                                               | 196                                               |
| 1800 | 1800                                              |                                                   | 236                                               | 236                                               |
| 1806 | 1806                                              |                                                   | 235                                               | 235                                               |
| 1829 | 1829                                              |                                                   | 244                                               | 244                                               |
| 1834 | 1834                                              |                                                   | 268                                               | 268                                               |
| 1840 | 1840                                              |                                                   | 291                                               | 291                                               |
| 1846 | 1846                                              |                                                   | 284                                               | 284                                               |
| 1852 | 1852                                              |                                                   | 309                                               | 309                                               |
| 1858 | 1858                                              |                                                   | 336                                               | 336                                               |
| 1864 | 1864                                              |                                                   | 286                                               | 286                                               |
| 1871 | 1871                                              |                                                   | 266                                               | 266                                               |
| 1875 | 1875                                              |                                                   | 243                                               | 243                                               |
| 1885 | 1885                                              |                                                   | 230                                               | 230                                               |
| 1895 | 1895                                              |                                                   | 222                                               | 222                                               |
| 1905 | 1905                                              |                                                   | 237                                               | 237                                               |
| 1910 | 1910                                              |                                                   | 229                                               | 229                                               |
| 1925 | 1925                                              |                                                   | 243                                               | 243                                               |
| 1939 | 1939                                              |                                                   | 266                                               | 266                                               |
| 1946 | 1946                                              |                                                   | 398                                               | 398                                               |
| 1950 | 1950                                              |                                                   | 400                                               | 400                                               |
| 1956 | 1956                                              |                                                   | 306                                               | 306                                               |
| 1961 | 1961                                              |                                                   | 291                                               | 291                                               |
| 1967 | 1967                                              |                                                   | 293                                               | 293                                               |
| 1980 | 1980                                              |                                                   | ?                                                 | ?                                                 |
| 1990 | 1990                                              |                                                   | ?                                                 | ?                                                 |
| 2000 | 2000                                              |                                                   | ?                                                 | ?                                                 |
| 2011 | 2011                                              |                                                   | 255                                               | 255                                               |
| 2014 | 2014                                              |                                                   | 264                                               | 264                                               |
| 2021 | 2021                                              |                                                   | 257                                               | 257                                               |
| Datenquelle: Historisches Gemeindeverzeichnis für Hessen: Die Bevölkerung der Gemeinden 1834 bis 1967. Wiesbaden: Hessisches Statistisches Landesamt, 1968. Weitere Quellen: Gemeinde Vöhl; Zensus 2011 |                                                   |                                                   |                                                   |                                                   |

Historische Religionszugehörigkeit
- Im Jahr 1885 gehörten alle 230 Einwohnern der evangelischen Konfession an.
- 1961 wurden 272 evangelische (93,5 %) und 18 katholische (6,2 %) Christen gezählt.[3]

## Ortsbild
Sehenswerte Fachwerkhäuser prägen den Ortskern, die heute noch den dörflichen Charakter Schmittlotheims wiedergeben.

## Bahnanschluss
Die Bahnstrecke Warburg–Sarnau wurde 1900 mit einem Bahnhof in Schmittlotheim in Betrieb genommen, jedoch 1987 stillgelegt. Seit 11. September 2015 halten hier wieder Züge, die Linie verbindet Brilon und Korbach über Schmittlotheim mit Frankenberg (Eder) und Marburg (Lahn), in Korbach besteht Anschluss nach Kassel.